# Kamenný hřib
Kamenný hřib v okrese Sokolov je přírodní památka, vyhlášená v roce 1980. Důvodem ochrany je zachování estetického bizarního balvanu, jako krajinného prvku, který je typickou ukázkou deskovité a kvádrové odlučnosti, zvětrávání a rozpadu žul karlovarského žulového masivu. Přírodní památka je v péči Krajského úřadu Karlovarského kraje.

## Popis
Přírodní památka se nachází v geomorfologickém celku Krušné hory v geomorfologickém okrsku Jindřichovické vrchovině severovýchodně od obce Šindelová, přibližně 700 m jihovýchodně od Krásné Lípy u Šindelové. Žulový blok s čtyřúhelníkovým půdorysem je výrazným estetickým a krajinným prvkem. Blok je rozčleněn vodorovnými puklinami na několik částí, základna je na jedné straně zúžena, což připomíná hřibovitý tvar. Hrany bloku jsou působením zvětrávání zaoblené. Půdorys bloku tvoří čtyřúhelník s přibližnými rozměry 4 × 3 m a výškou 3 m. Původně lesnaté území s vegetací horských bučin bylo v minulosti odlesněno a přeměněno na drobná políčka, louky a pastviny. Porosty v okolí přírodní památky tvoří líska obecná (Corylus avellana), jeřáb ptačí (Sorbus aucuparia), javor klen (Acer pseudoplatanus) a bříza bělokorá (Betula pendula). Území částečně zarůstá křovinami a náletovými dřevinami. Z estetických důvodů se jako součást ochranářského plánu provádí vyřezání náletových dřevin v těsném okolí balvanu. Na přilehlé louce roste koprník štětinolistý (Meum athamanticum), vlastní skalní blok je však bez vegetace cévnatých rostlin. Na území zde žije ještěrka živorodá (Zootoca vivipara).
Přírodní památku odvodňuje bezejmenný tok, který leží v povodí Rotavy. I když k přírodní památce nevede žádná cesta, je žulový blok zdálky dobře viditelný a tak představuje zajímavý turistický cíl.